# Eva Green
Eva Gaëlle Green (Paris, 6 de julho de 1980) é uma atriz e modelo francesa radicada na Inglaterra. Conhecida por seus papeis em sucesso de bilheteria e filmes independentes e por suas personagens excêntricas, papéis gráficos e sexualmente carregados.  Ela começou sua carreira no teatro antes de fazer sua estreia no cinema em Os Sonhadores (2003), de Bernardo Bertolucci.
Em 2004, atuou como Clarisse na adaptação Arsène Lupin. Em seguida, teve destaque em dois filmes de sucesso que lhe renderam fama: Kingdom of Heaven como Sibylla (2005) e Casino Royale como Vesper Lynd (2006). E por seu trabalho como Vesper Lynd, no ano seguinte ela ganhou um BAFTA na categoria Rising Star Award e um Empire Awards na categoria Best Female Newcomer.
Em 2007, apareceu como Serafina Pekkala na adaptação The Golden Compass. Em 2011, foi a antagonista principal Morgan Pendragon na série Camelot, e protagonizou o drama Sentidos do Amor como a cientista Susan. Em 2012, teve destaque como Angelique Bouchard na adaptação Dark Shadows, baseada na série Dark Shadows de 1966 e  protagonizada por Johnny Depp.
Em 2014, teve destaque em duas sequências muito esperadas, a primeira de 300, 300: Rise of an Empire como Artemísia, e a segunda de Sin City, Sin City: A Dame to Kill For como Ava Lord. Ela também começou a protagonizar a série Penny Dreadful como Vanessa Ives. Em setembro de 2016, estreou nos cinemas o filme Miss Peregrine's Home for Peculiar Children, onde ela protagoniza como a Senhorita Peregrine.
Em Março de 2019 teve um papel fundamental no remake live action da Disney, "Dumbo", como Collete Marchant, uma trapezista misteriosa. O filme marca a terceira parceria com o diretor Tim Burton.

## Primeiros anos
Eva Gaëlle Green nasceu dois minutos antes de sua irmã gêmea, Joy, em 6 de julho de 1980. Ela é filha de Marlène Jobert, atriz e autora, e Walter Green, cirurgião dentista e ator ocasional (Au Hasard Balthazar dirigido por Robert Bresson). Seu pai é descendente de bretões e suecos. Através dele, ela é bisneta do compositor Paul Le Flem.
Green é descendente de judeus através de sua mãe nascida na Argélia, que é descendente de judeus sefarditas e descendentes de Pied-noir. Green se descreveu como "uma judia secular que nunca frequentou a sinagoga quando menina" e se sente "como uma cidadã do mundo". Ela descreveu sua família como "burguesa" e disse que sua irmã é muito diferente dela. Green tinge o cabelo de castanho desde os 15 anos, embora seja loiro escuro de nascença. Ela é sobrinha da atriz Marika Green e prima materna da cantora Elsa Lunghini e da atriz Joséphine Jobert. O sobrenome "Green" [ˈɡɾeːn]; é sueco. Não se origina da palavra inglesa "green", que é "grön" em sueco. "Green" é derivado da palavra sueca "gren", que significa "galho de árvore".
Green foi criada na França e frequentou a American University of Paris, uma instituição de língua inglesa. Ela também passou um tempo entre Londres e a Irlanda. Ela era quieta na escola, e desenvolveu um interesse pela egiptologia quando visitou o Louvre aos sete anos. Aos 14 anos, depois de ver Isabelle Adjani em The Story of Adele H., Green decidiu se tornar atriz. Sua mãe inicialmente temeu que uma carreira de atriz seria demais para sua filha sensível, mas depois veio a apoiar suas ambições. Green continuou seus estudos no Cours Eva Saint Paul em Paris, e fez um curso de atuação na Webber Douglas Academy of Dramatic Art em Londres. Depois, Green retornou a Paris, onde atuou em várias peças. Green afirmou que quando estava na escola de teatro, "sempre escolhia os papéis realmente maus" porque "é uma ótima maneira de lidar com suas emoções cotidianas".

## Carreira

### 2001-2005: Modelagem e mudança para os EUA

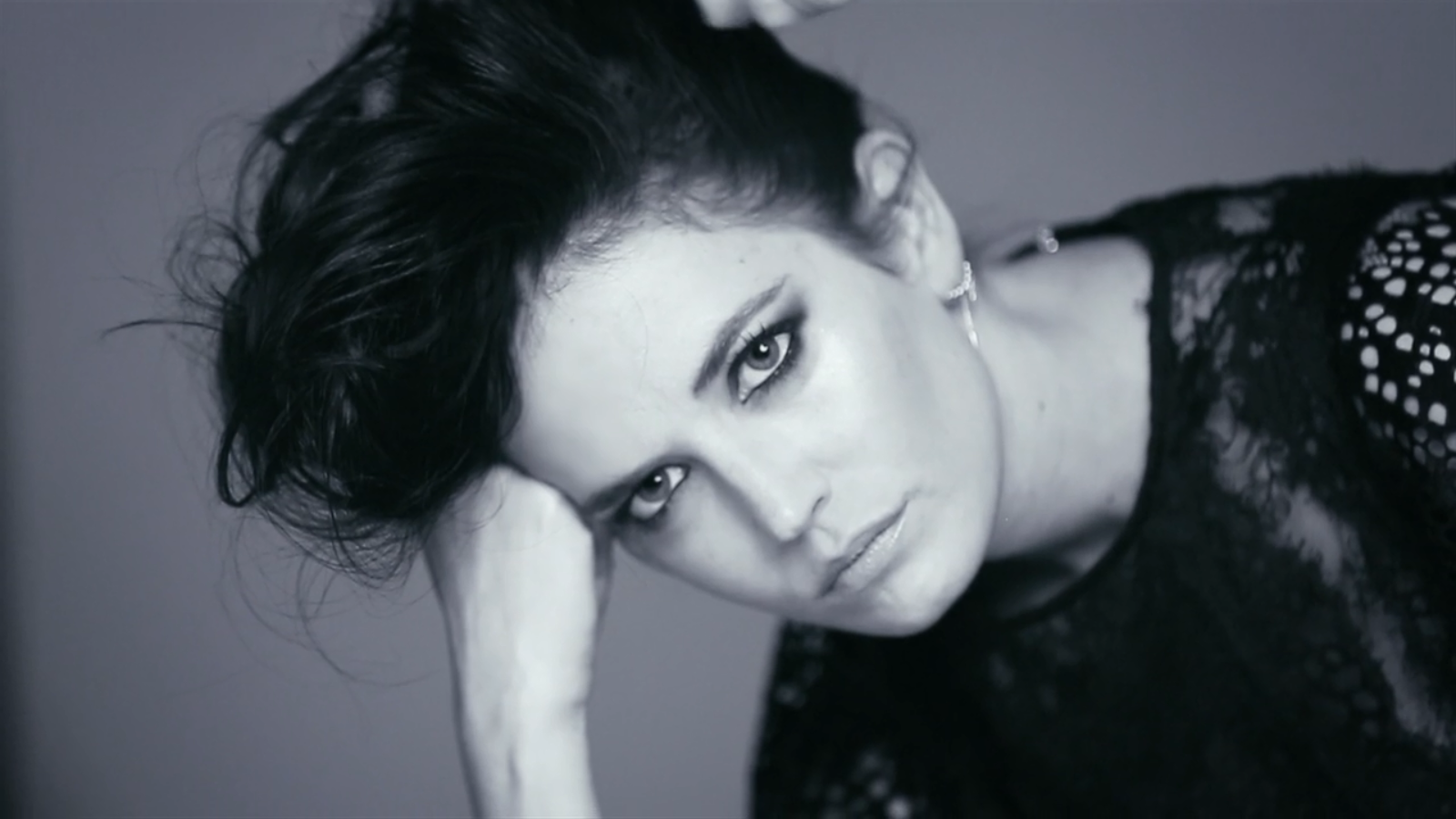
Green numa campanha para a L'Oreal

Green estreou no palco em Jalousie en Trois Fax (2001) pelo qual foi indicada ao Prêmio Molière.
Em 2002, Green teve sua estreia no cinema, quando o diretor Bernardo Bertolucci a escalou para o papel de Isabelle em The Dreamers (2003), que a envolveu em extensas cenas de nudez frontal e traseira, bem como cenas de sexo gráficas. Green disse ao The Guardian que seu agente e seus pais imploraram para que ela não aceitasse o papel, preocupados que o filme faria com que sua carreira "tivesse o mesmo destino de Maria Schneider", por causa da experiência traumática de Schneider durante as filmagens de  Último Tango em Paris, Green disse que com a orientação de Bertolucci ela se sentiu confortável durante as filmagens das cenas de nudez e sexo, mas ficou envergonhada quando sua família viu o filme. Seu desempenho foi bem recebido, e alguns a compararam a Liv Tyler. Green expressou surpresa quando um minuto foi cortado do filme para o mercado americano, afirmando: "Aqui há tanta violência, tanto nas ruas quanto na tela. Eles não pensam nada disso. No entanto, acho que eles estão assustados com sexo." Seu próximo filme foi Arsène Lupin (2004), no qual ela interpretou o interesse amoroso de Lupin. Ela gostou do papel alegre, embora ela tenha afirmado que geralmente prefere personagens mais complexos.
Sua atuação em The Dreamers levou Ridley Scott a escalar Green em Kingdom of Heaven (2005), um filme sobre as Cruzadas onde ela interpretou Sibila de Jerusalém. Green realizou seis testes de tela e foi contratada apenas uma semana antes do início das filmagens. Green achou a atmosfera de entrar em um filme tão tensa e excitante, e gostou da ambiguidade do filme ao abordar seu assunto. Para sua decepção, muito de seu tempo de tela foi cortado. Stephanie Zacharek do Salon.com elogiou seu desempenho: "Ela não sabe muito bem o que fazer com o diálogo empolado de seu personagem, mas ela se comporta tão majestosamente que você mal percebe." Nev Pierce da BBC, no entanto, chamou sua personagem de "limpo". Green ficou satisfeita quando a subtrama complexa de sua personagem foi restaurada no corte do diretor. A Total Film disse que as novas cenas completaram sua performance: "No corte teatral, Sibila dorme com Balião e depois, mais ou menos, perde a cabeça. Agora entendemos o porquê. Não apenas Sibila tem um filho pequeno, mas quando percebe que ele sofre de lepra assim como seu irmão Balduíno, ela decide tirar sua vida logo após ele ser coroado rei."

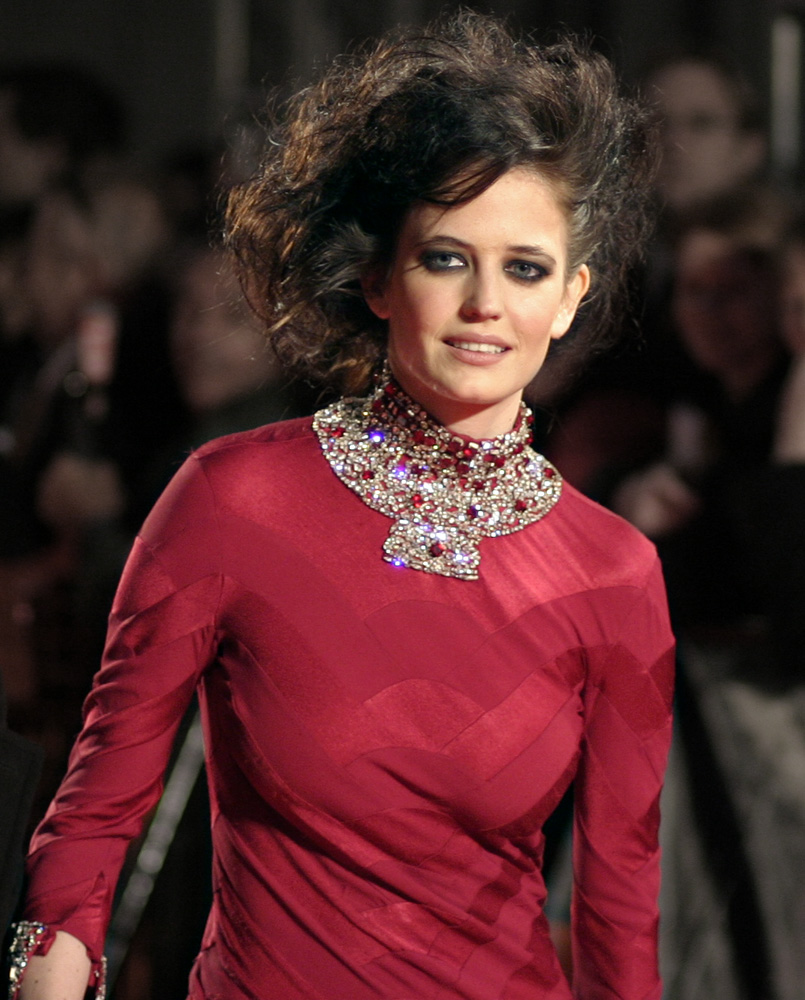
Green no BAFTA Awards 2007

### 2006–2013:Cassino Royalee Reconhecimento Internacional
Green foi considerada para papéis em The Constant Gardener (um papel que foi para Rachel Weisz ) e The Black Dahlia.  Ela foi escalada no último minuto para o papel de Vesper Lynd no filme de James Bond de 2006, Casino Royale. Green foi abordada em meados de 2005, mas recusou. A fotografia principal já estava em andamento, e o diretor Martin Campbell disse que escalar o papel foi difícil porque "não tínhamos o roteiro final e uma Bond girl sempre tinha a conotação de peitos e bunda".  Campbell viu a atuação de Green no corte do diretor de Kingdom of Heaven, e abordou Green novamente. Ela leu o roteiro e achou a personagem de Vesper muito mais profunda do que a maioria das Bond girls. A atuação de Green foi bem recebida: a Entertainment Weekly a chamou de a quarta melhor Bond girl de todos os tempos; A IGN a nomeou a melhor Femme Fatale, afirmando: "Esta é a garota que quebrou – e, portanto, fez – James Bond "; e ela ganhou um BAFTA e um prêmio Empire por sua atuação. Ambos os prêmios foram votados pelo público britânico.
Green interpretou a bruxa Serafina Pekkala na adaptação cinematográfica de 2007 de A Bússola de Ouro. Green esperava que os temas religiosos do livro fossem preservados, mas as referências ao catolicismo foram removidas do filme. Green apareceu em seguida em Franklyn, como a atormentada artista Emilia, (que Green comparou a figuras da vida real Sophie Calle e Tracey Emin)e a misteriosa Sally, que ela descreveu como "cheia de vida, muito espirituosa, grande senso de humor". Ela também filmou Cracks, a estreia na direção de Jordan Scott, filha de Ridley Scott, onde ela interpreta uma professora em uma escola para meninas chamada Miss G, que se apaixona por um de seus alunos. Em março de 2009, ela apareceu em Womb, onde interpreta uma mulher que clona seu namorado morto. É uma colaboração entre o ator Matt Smith e o diretor Benedek Fliegauf.
Ela foi considerada para o papel eventualmente desempenhado por Cécile de France em Un Secret (2007). Além disso, ela foi inicialmente abordada para o papel principal feminino no polêmico filme de Lars von Trier, Anticristo (2009). De acordo com Trier, Green estava positiva sobre aparecer no filme, mas seus agentes se recusaram a deixá-la. A tentativa malsucedida de escalação levou dois meses do processo de pré-produção do filme. A atriz anglo-francesa Charlotte Gainsbourg foi posteriormente escalada para o papel. Green disse mais tarde que se dava bem com Trier, "mas então começamos a falar sobre nudez e sexo e assim por diante. Foi um pouco longe demais ... Era meu sonho trabalhar com ele, mas é uma pena que foi naquele filme que quase aconteceu. Tenho certeza de que eu teria sido destruída fazendo aquele filme".
Em 2011, Green assinou com a United Talent Agency nos EUA, permanecendo representada pela Tavistock Wood no Reino Unido. Green então estrelou a primeira temporada da série da Starz, Camelot, como a feiticeira Morgan le Fay. Green declarou: "Esta é uma história tão icônica e você tem 10 episódios para explorar um personagem. Não é um papel de namorada que você poderia ter em um filme.  É um personagem realmente corajoso. Ela tem coragem."

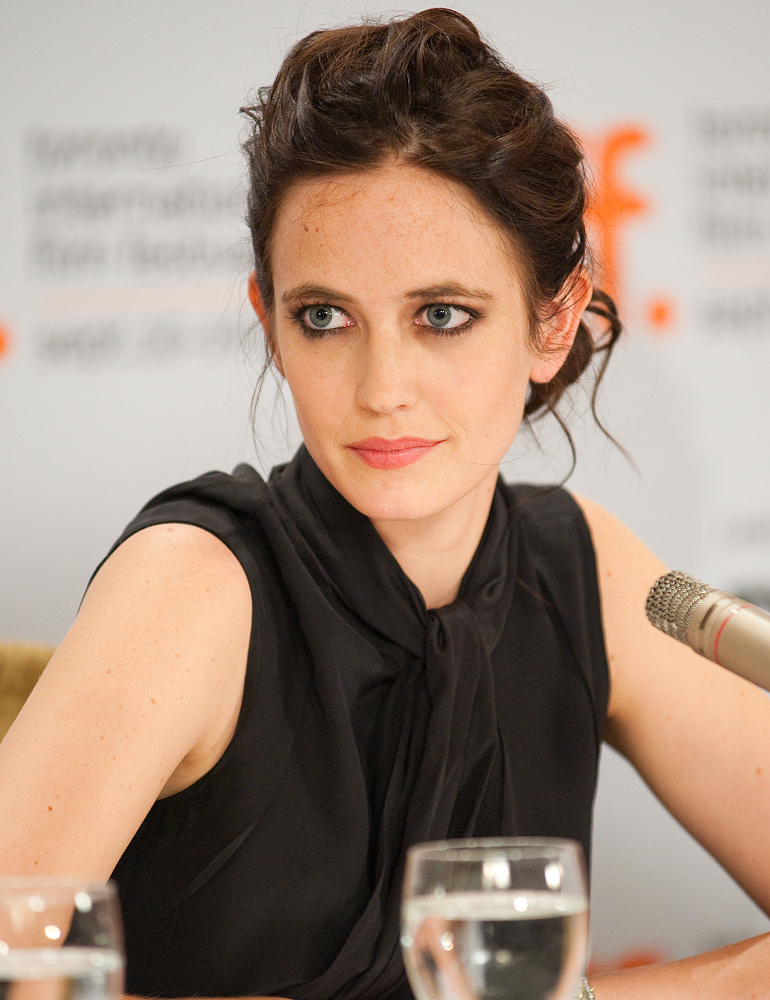
Green no Festival Internacional de Cinema de Toronto em 2009.

### 2014–2018: Sucesso Continuo e Flutuações na Carreira
Em 2014, ela interpretou Artemísia na sequência de 300, 300: Rise of an Empire, pelo qual recebeu excelentes críticas. Rafer Guzman, em sua crítica do Newsday , declarou: "O único ponto positivo é Eva Green como a maquinista de Xerxes, Artemísia, uma princesa guerreira com olhos de guaxinim... Green interpreta uma femme fatale rosnadora, insaciável e que odeia a si mesma e rouba completamente a cena." Stephanie Zacharek, escrevendo para o The Village Voice , exclamou: " Rise of an Empire poderia ter sido essencialmente mais do mesmo, mas por uma distinção que o torna 300 vezes melhor do que seu antecessor: meros mortais de Atenas, Esparta e todas as cidades de Mumbai a Minneapolis, contemplem a magnífica Eva Green e tremam!".
Entre maio de 2014 e 2016, Green estrelou a série de drama de terror da Showtime, Penny Dreadful como Vanessa Ives. Sua atuação lhe rendeu uma indicação de Melhor Atriz em Série de Televisão - Drama no Globo de Ouro. Ela também desempenhou o papel titular de Ava Lord no filme sequência de Sin City, Sin City: A Dame to Kill For (2014). Em 2016, Green se reuniu com Tim Burton em Miss Peregrine's Home for Peculiar Children, um filme baseado no romance de 2011 de Ransom Riggs. Green colaborou mais uma vez com Burton na adaptação live-action de Dumbo da Disney em 2019, coestrelando com Colin Farrell e Michael Keaton. Em 2018, ela foi nomeada Chevalier da Ordre des Arts et des Lettres, um prêmio honorário concedido pelo governo francês.
Em 2019, ela estrelou o filme dramático francês Proxima, dirigido por Alice Winocour. A atuação de Green no filme foi recebida com aclamação da crítica e ela acabou sendo indicada ao Prêmio César de Melhor Atriz. Em 2020, ela estrelou como Lydia Wells na minissérie da BBC One, The Luminaries, baseada no romance de 2013 de Eleanor Catton.

### 2022–presente: Trabalho Continuo
Green apareceu em Nocebo, um thriller produzido por equipes da Irlanda e das Filipinas, lançado em 4 de novembro de 2022 nos Estados Unidos e em 9 de dezembro de 2022 no Reino Unido e Irlanda. Em junho de 2021, foi anunciado que Green seria o personagem principal na série franco-britânica da Apple TV+, Liaison, coestrelada por Vincent Cassel. A série estreou em 24 de fevereiro de 2023.
Em 2023, ela interpretou Milady de Winter em duas adaptações cinematográficas francesas do romance de Alexandre Dumas de 1844, Os Três Mosqueteiros; Os Três Mosqueteiros: D'Artagnan e Os Três Mosqueteiros: Milady, ambos dirigidos por Martin Bourboulon.

## Vida Pessoal
Green mora em Londres desde 2005. Ela afirmou que é mais feliz na Inglaterra do que na França.  "Os parques de Londres, as pessoas, o humor, é um ótimo lugar. Você pode perceber pelos diferentes taxistas. Os taxistas de Londres são educados e amigáveis. Os parisienses são muito infelizes. Para eles, o mundo tem muitos problemas", disse ela.
Green se considera " nerd ". Ela também diz: "Quando as pessoas me conhecem, elas me acham muito fria... Eu me mantenho à distância, e acho que é por isso que sou tão atraída pela atuação. Isso me permite usar uma máscara." Ela mora sozinha e, segundo seu próprio relato, leva uma vida discreta quando não está trabalhando. Quando perguntada em uma entrevista o que as pessoas ficariam surpresas em descobrir sobre ela, ela respondeu: "Acho que as pessoas ficariam surpresas em descobrir que sou um pouco caseira. Não gosto de boates ou de ir a festas selvagens. Depois de um dia de filmagem, adoro voltar para casa e relaxar perto do fogo com uma taça de vinho e um bom livro. Chato, hein?" Green expressou interesse em taxidermia e entomologia ; ela coleciona crânios e insetos preservados.
Quando perguntada sobre sua preferência em interpretar papéis gráficos e sexualmente carregados, Green descreveu isso como "paradoxal", dada sua timidez confessa. Ela comentou com humor: "Eu realmente não entendo por que faço isso. Preciso fazer terapia!"  Green também favorece personagens sombrios e distorcidos, pois eles permitem que ela se sinta liberada. Ela falou sobre seu papel em Penny Dreadful como, "é como se eu não tivesse mais um espartilho quando estou interpretando Vanessa, sabe? As pessoas vão pensar que é terrível se divertir em um show como esse. Mas eu me divirto." No entanto, ela tentou assumir uma variedade de papéis divergentes para evitar ser estereotipada.
Green é judia não religiosa , embora se descreva como "muito espiritual " e com crenças complexas sobre forças sobrenaturais.
Green expressou interesse em retornar ao teatro. Ela diz que não tem planos de trabalhar em Hollywood em tempo integral porque "o problema com Hollywood é que os estúdios são superpoderosos, eles têm muito mais poder do que os diretores... [minha] ambição neste momento é apenas encontrar um bom roteiro".
De 2005 a 2009, ela teve um relacionamento romântico com seu colega de elenco de Kingdom of Heaven, Marton Csokas.
Em 2017, ela revelou que Harvey Weinstein fez uma investida inapropriada durante uma reunião de negócios, mas ela "o empurrou para longe".

## Filmografia
| Ano         | Titulo                                      | Papel                     | Nota |
| ----------- | ------------------------------------------- | ------------------------- | --- |
| 2020        | A Patriot                                   | Kate Jones                | |
| 2020        | The Luminaries                              | Lydia Wells               | |
| 2019        | Proxima                                     | Sarah                     | |
| 2019        | Dumbo                                       | Colette Marchant          | |
| 2018        | Based on a True Story                       | Elle                      | |
| 2017        | Euphoria                                    | Emilie                    | |
| 2016        | Miss Peregrine's Home for Peculiar Children | Senhorita Peregrine       | |
| 2014 – 2016 | Penny Dreadful                              | Vanessa Ives              | Indicações Globo de Ouro de Melhor Atriz em Série Dramática Critics Choice Television Award de Melhor Atriz em Série Dramática (2015 - 2016) Satellite Awards de Melhor Atriz em Série Dramática[carece de fontes?] |
| 2014        | Sin City: A Dame to Kill For                | Ava Lord                  | |
| 2014        | The Salvation                               | Madelaine                 | |
| 2014        | 300: Rise of an Empire                      | Artemísia                 | |
| 2014        | White Bird in a Blizzard                    | Eve Connors               | |
| 2012        | Dark Shadows                                | Angelique Bouchard        | |
| 2011        | Camelot                                     | Morgan Pendragon          | Elenco Principal / Antagonista |
| 2011        | Sentidos do Amor                            | Susan                     | |
| 2010        | Womb                                        | Rebecca                   | |
| 2009        | Cracks                                      | Miss G                    | |
| 2008        | Quantum of Solace                           | Vesper Lynd               | Dublagem |
| 2008        | Franklyn                                    | Emilia / Sally            | |
| 2007        | The Golden Compass                          | Serafina Pekkala          | |
| 2006        | Casino Royale                               | Vesper Lynd               | |
| 2005        | Kingdom of Heaven                           | Sibylla                   | |
| 2004        | Arsène Lupin                                | Clarisse de Dreux-Soubise | |
| 2003        | Os Sonhadores                               | Isabelle                  | |